# Economia de Romania

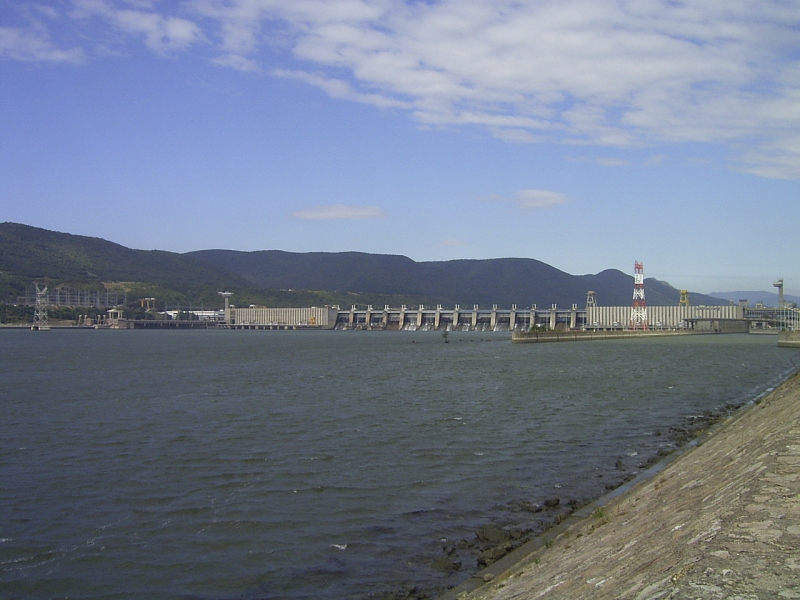
Central hidroelèctrica de la Porta de Ferro I

Romania, que va ingressar en la Unió Europea l'1 de gener de 2007 va començar la seva transició del comunisme al capitalisme a finals de 1989. En aquella ocasió comptava amb una indústria obsoleta i una producció insuficient per a les necessitats del país.
El país va sortir d'una recessió de 3 anys de durada el 2000, gràcies a les exportacions als països de la UE. El consum domèstic i les inversions van ajudar el creixement del PIB en anys recents, però també van resultar en grans desequilibris del balanç de pagaments.
Romania és un dels principals productors i exportadors de productes agrícoles d'Europa. Aquest sector representa el 10% del PIB. Els cultius ocupen el 40% de la superfície del país; els recursos forestals són abundants i la pesca s'està expandint. Existeixen jaciments de gas natural i petroli que aporten un percentatge significatiu del consum diari, però per cobrir la totalitat de la demanda el país està obligat a importar-los, principalment de Rússia. Per tractar de reduir la dependència de factors externs, s'ha impulsat la generació en plantes d'energia nuclear i hidroelèctrica, i entre ambdues classes proporcionen un 45% de l'energia consumida al país.
El sector industrial representa el 35% del PIB, malgrat que en els últims temps, les instal·lacions construïdes durant l'etapa d'economia centralitzada han quedat obsoletes i les fàbriques han hagut d'invertir massivament en modernitzacions. Els principals sectors són el tèxtil, el siderúrgic, la producció de maquinària i vehicles, d'armament i el processament de la producció agropecuària.
Els serveis comprenen el restant 55% del PIB, sent el turisme el principal contribuent. El país no ha d'adoptar l'euro abans de l'any 2020.